# Provincia Mascara
Provincia Mascara (în arabă ولاية معسكر) este o unitate administrativă de gradul I (wilaya) a Algeriei. Reședința sa este orașul Mascara.